# Gewöhnliche Pechnelke
Die Gewöhnliche Pechnelke (Viscaria vulgaris, syn. Silene viscaria) ist eine Pflanzenart aus der Gattung der Leimkräuter (Silene) innerhalb der Familie der Nelkengewächse (Caryophyllaceae). Sie ist in Europa weitverbreitet.

## Beschreibung

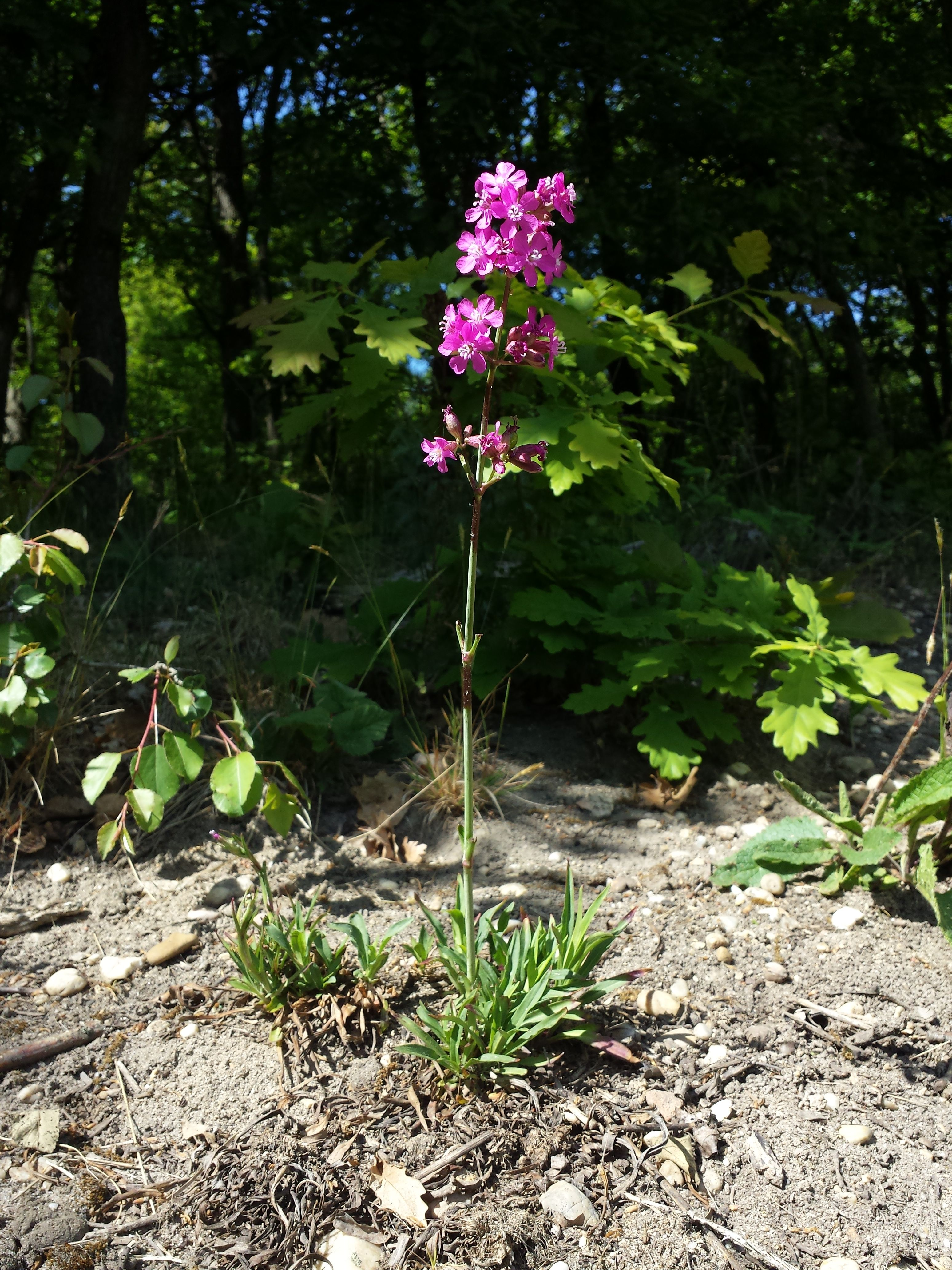
Habitus

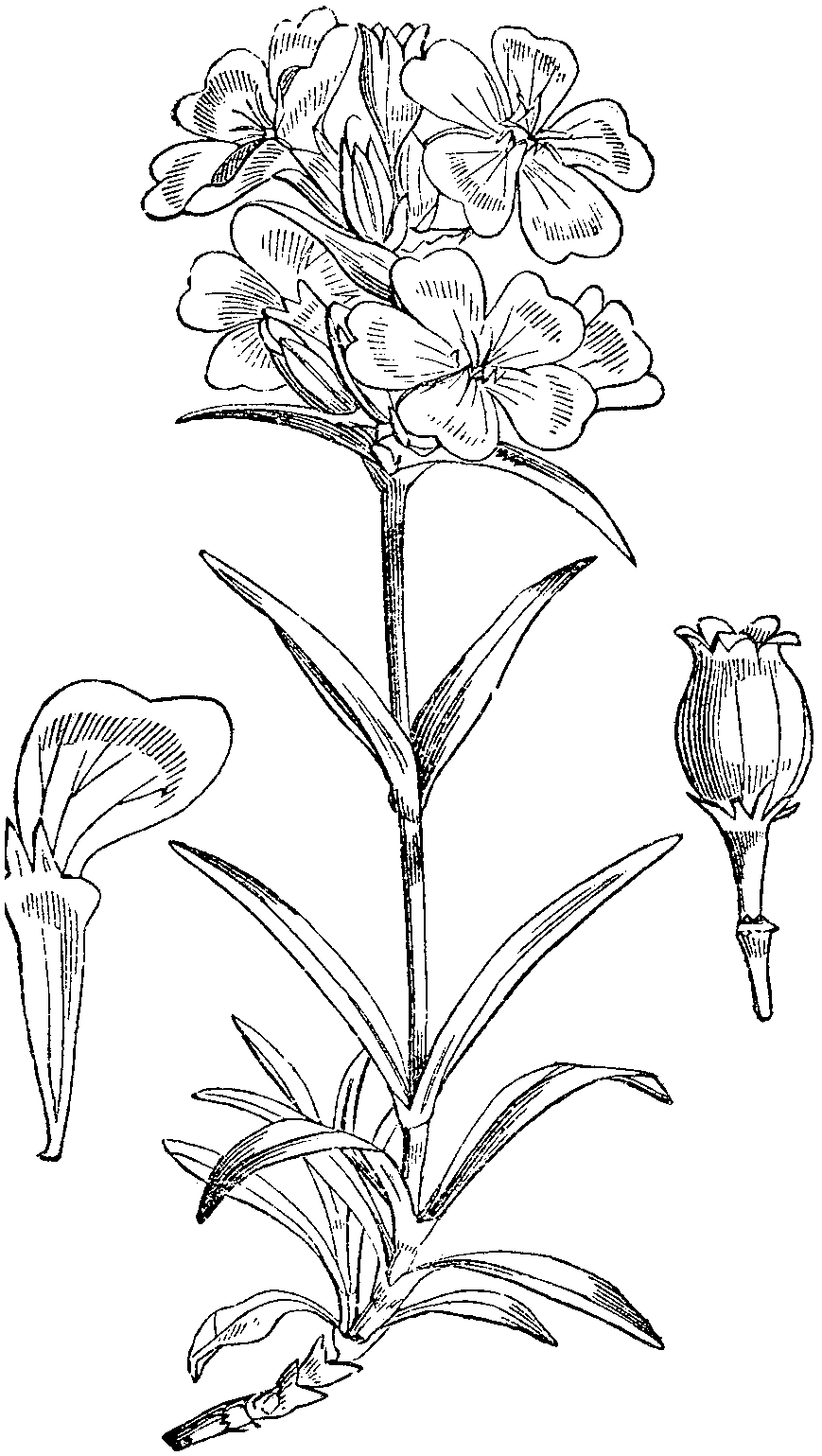
Illustration

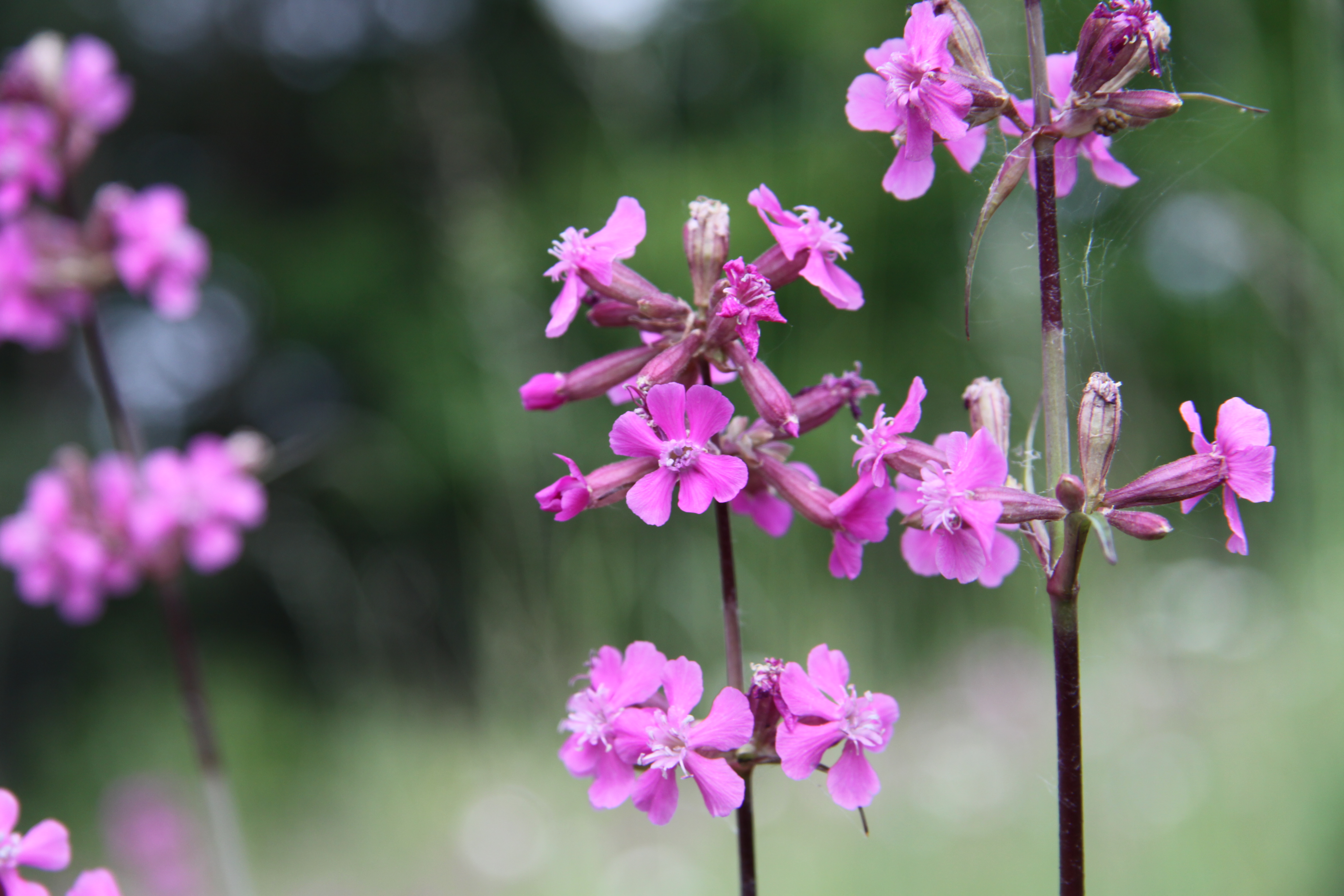
Blütenstände

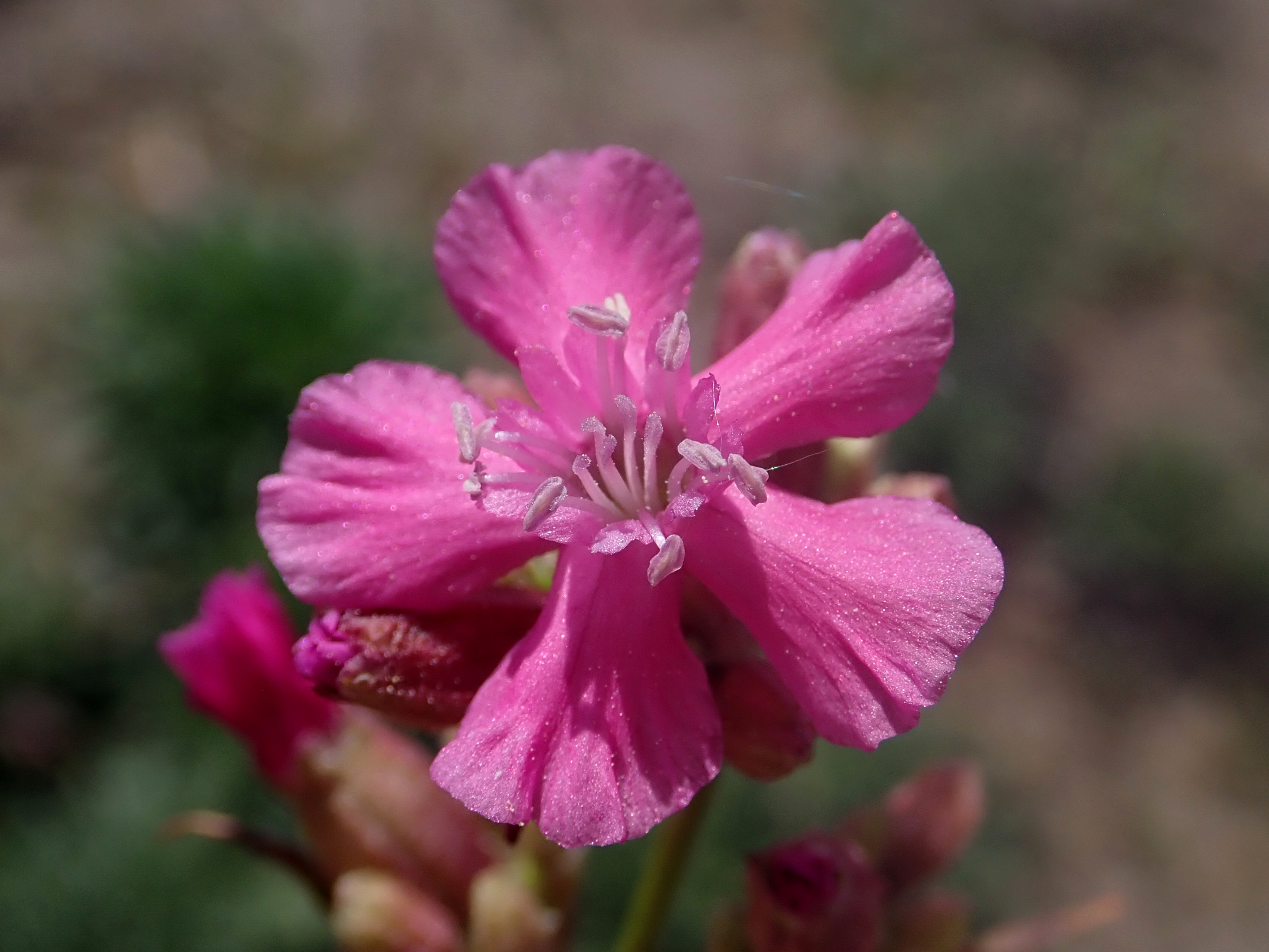
Radiärsymmetrische Blüte im Detail

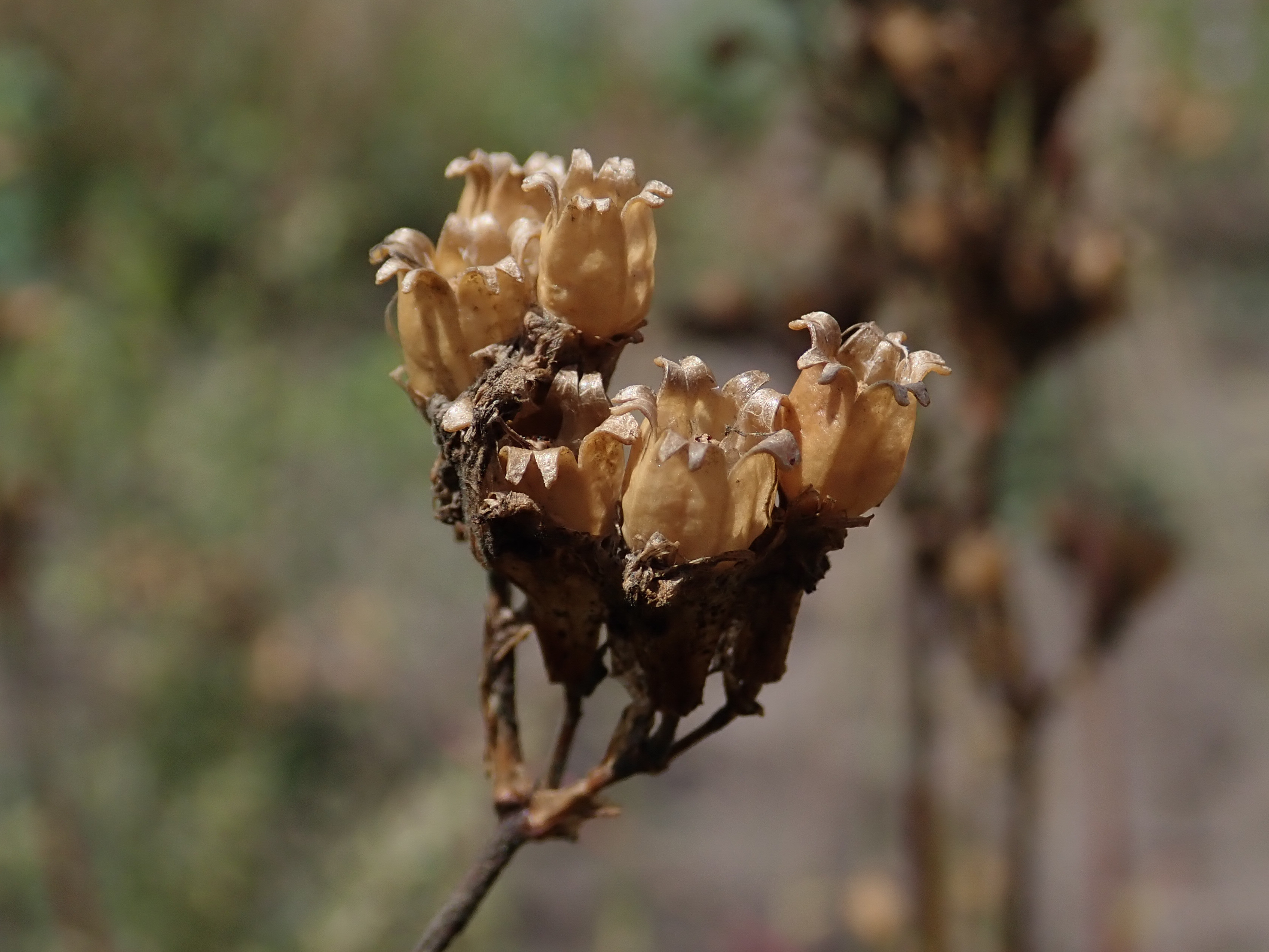
Früchte

### Erscheinungsbild und Blatt
Die Gewöhnliche Pechnelke wächst als überwinternd grüne, ausdauernde krautige Pflanze und erreicht Wuchshöhen von 30 bis 60, selten bis zu 90 Zentimetern. Es werden grundständige, nicht blühende Blattrosetten gebildet. Der Stängel und der meist rötliche Blütenstand sind unter den Knoten stark klebrig. Die gegenständig am Stängel angeordneten Laubblätter sind lineallisch-lanzettlich und am Grund etwas behaart und gewimpert.

### Blütenstand, Blüte und Frucht
Die Gewöhnliche Pechnelke ist manchmal zweihäusig getrenntgeschlechtig (diözisch). Der traubig-rispige Blütenstand hat die Form einer lockeren Thyrse.
Die zwittrigen oder eingeschlechtigen Blüten sind radiärsymmetrisch und fünfzählig mit doppelter Blütenhülle. Der kahle Kelch ist je nach Quelle 9 bis 13 oder 10 bis 16 Millimeter lang mit Quernerven. Die rosa- bis purpurfarbenen Kronblätter sind meist 12 bis 18 (10 bis 20) Millimeter lang, gestutzt oder leicht ausgerandet. Es sind zweispaltige Kronschuppen vorhanden, die ein Nebenkrönchen bilden. Bei zwittrigen und männlichen Blüten sind zwei Kreise mit je fünf Staubblätter am Androgynophor vorhanden. Fünf Fruchtblätter sind zu einem Fruchtknoten verwachsen, der viele Samenanlagen enthält. Es sind fünf Griffel vorhanden.
Die reife Kapselfrucht öffnet sich fünfzähnig.
Die Chromosomenzahl beträgt 2n = 24.

## Ökologie und Phänologie
Die Gewöhnliche Pechnelke ist ein skleromorpher oder mesomorpher Chamaephyt oder ein Hemikryptophyt. Der deutschsprachige Trivialname Pechnelke rührt daher, dass die Stängel unterhalb der Knoten eine dunkle, klebrige Beschichtung aufweisen. Von diesen Bereichen wird angenommen, dass sie zum Schutz vor phytophagen Insekten wie Blattläusen evolviert sind, welchen dadurch der Weg entlang des Stängels versperrt wird.
Die Blütezeit reicht von Mai bis Juni oder Juli und liegt damit hauptsächlich am Beginn des Frühsommers. Blütenökologisch handelt es sich um vormännliche „Stieltellerblumen“, deren Nebenkrone als Einkriechsperre dient. Es liegt eine typische Falterblume vor.
Die Kapselfrüchte sind Austrocknungsstreuer, Wind- und Tierstreuer. Fruchtreife ist von Juni bis Juli.

## Vorkommen und Gefährdung
Silene viscaria ist beispielsweise von Südwest-, über Mittel- und Nord- bis Ost- sowie Südosteuropa und in der Türkei sowie in Sibirien verbreitet. Es gibt in Europa Fundortangaben von Spanien, Frankreich, Belgien bis Deutschland, Österreich, Schweiz, Italien, Vereinigtes Königreich, Dänemark, Schweden, Norwegen, Finnland, Polen, Belarus, Estland, Lettland, Litauen, Moldawien, vom europäischen Teil Russlands, Ukraine, Tschechien, Slowakei, Ungarn, Slowenien, Serbien, Kroatien, Bosnien und Herzegowina, Montenegro, Bulgarien, Rumänien, Albanien, Mazedonien, Griechenland und von der Türkei.
Sie ist in den nordöstlichen US-Bundesstaaten Connecticut, Maine, Massachusetts, New Hampshire, New York, Ohio ein Neophyt.
In Deutschland kommt die Gewöhnliche Pechnelke mäßig häufig im zentralen sowie nördlichen Franken, im Bayerischen Wald, in Niederbayern, Sachsen, im Harz, im Pfälzerwald vor. In der restlichen Mitte und Süden Deutschlands ist sie selten. Sie fehlt in den deutschen Alpen und Alpenvorland. Sehr zerstreut bis selten kommt sie im nordöstlichen Deutschland, Schleswig-Holstein und Brandenburg vor. Sie fehlt im nordwestlichen Deutschland und am Niederrhein. In der Roten Liste der gefährdeten Pflanzenarten Deutschlands gilt sie 1993 als nicht gefährdet. In den deutschen Bundesländern gibt es unterschiedliche Gefährdungsstufen: sie gilt in Rheinland-Pfalz sowie Sachsen als „nicht gefährdet“; in Baden-Württemberg, Bayern, Hessen, im Saarland, in Sachsen-Anhalt, Schleswig-Holstein sowie Thüringen wird sie mit Stufe 3 = „gefährdet“ bewertet; in Brandenburg, Mecklenburg-Vorpommern sowie Nordrhein-Westfalen wird sie mit Stufe 2 = „stark gefährdet“ bewertet; in Berlin sowie Niedersachsen ist sie „vom Aussterben bedroht“; in Hamburg gilt sie als ausgestorben. In der Schweiz gilt sie als „potentiell gefährdet“.
Die Gewöhnliche Pechnelke ist kalkmeidend. In Mitteleuropa gedeiht sie am besten auf kalkarmen, trockenen, mageren Böden.
Die Gewöhnliche Pechnelke kommt in Deutschland an lichten Gebüschen und Wälder, Heiden, Trockenrasen, offenen Standorten oder am Waldrand in der kollin-montanen (-subalpinen) Höhenstufe vor. Die Gewöhnliche Pechnelke ist in Mitteleuropa eine Charakterart des Teucrio-Polygonatetum odorati aus dem Verband Geranion sanguinei, kommt aber auch in anderen Pflanzengesellschaften, z. B. im Viscario-Festucetum vor. Die Gewöhnliche Pechnelke steigt in Baden-Württemberg nur bis zu Höhenlage von etwa 800 Metern auf.
Die Gewöhnliche Pechnelke gedeiht in Österreich in trockenen, bodensauren Eichenwäldern und Magerrasen, Wiesen- und Wegrainen in der collinen bis montanen Höhenstufe. Die Gewöhnliche Pechnelke kommt in Österreich häufig bis selten vor und fehlt in Vorarlberg. In Österreich ist sie im pannonischen Gebiet und in den Westalpen gefährdet.
Die ökologischen Zeigerwerte nach Landolt et al. 2010 sind in der Schweiz: Feuchtezahl F = 2+ (frisch), Lichtzahl L = 5 (sehr hell), Reaktionszahl R = 3 (schwach sauer bis neutral), Temperaturzahl T = 4+ (warm-kollin), Nährstoffzahl N = 2 (nährstoffarm), Kontinentalitätszahl K = 4 (subkontinental).

## Taxonomie
Die Erstveröffentlichung erfolgte 1753 unter dem Namen (Basionym) Lychnis viscaria durch Carl von Linné in Species Plantarum, Tomus I, Seite 436. Das Artepitheton viscaria bedeutet „klebrig“. Die Neukombination zu Silene viscaria (L.) Borkh. wurde 1793 vom deutschen Botaniker Moritz Balthasar Borkhausen in Rheinisches Magazin zur Erweiterung der Naturkunde, 1, Seite 520 veröffentlicht. Weitere Synonyme für Silene viscaria (L.) Borkh. sind: Steris viscaria (L.) Raf., Viscaria viscosa Asch. nom. illeg., Viscaria vulgaris Bernh.

## Nutzung
Einige Sorten werden in gemäßigten Gebieten als Zierpflanzen verwendet. Im Zander werden 2008 folgende Sorten genannt: ‘Alba’, ‘Feuer’, ‘Plena’, ‘Splendens’.
Der Gewöhnlichen Pechnelke wird nachgesagt, dass sie die Abwehrkräfte der sie umgebenden Pflanzen stärke und unter anderem gegen Braunfäule helfe. Pechnelkenextrakt ist in Deutschland als Pflanzenstärkungsmittel zugelassen. Ein Extrakt der Gewöhnlichen Pechnelke enthält relativ viele Brassinosteroiden, welche sich nachweislich positiv auf das Wachstum anderer Pflanzen auswirken.